# Croquis de courses de taureaux

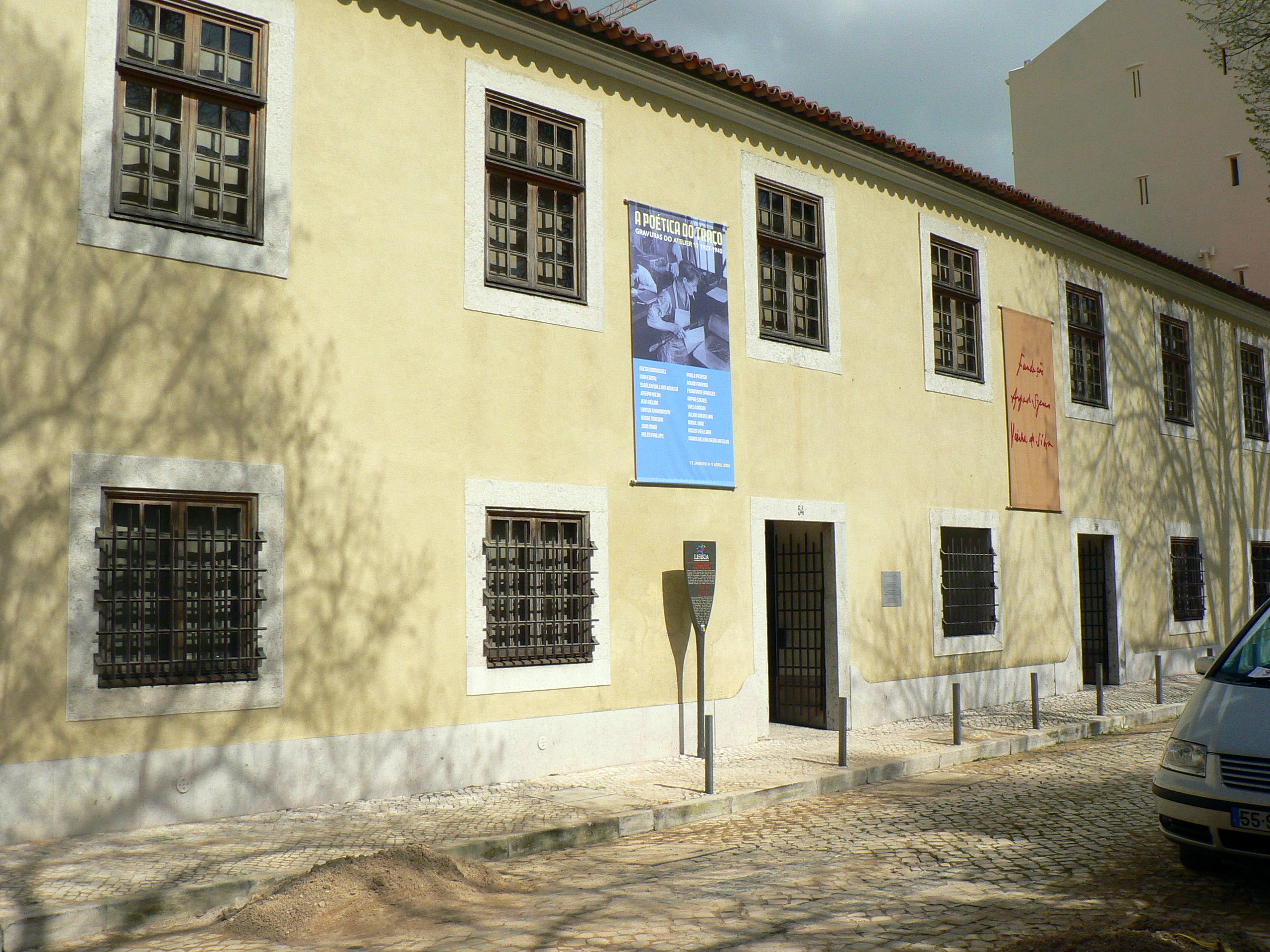
La Fondation Arpad Szenes-Vieira da Silva à Lisbonne.

Croquis de courses de taureaux, Course de taureaux, Corrida, le blessé, Les Banderilles,  font partie d'une abondante série de dessins au crayon sur papier réalisés par Árpád Szenes entre 1935 et 1948, sur le thème de la corrida à partir des notes que l'artiste prenait dans les arènes. 
Le dessin Croquis de courses de taureaux réalisé en 1935 est un de premiers. Il est conservé au Centre national d'art et de culture Georges-Pompidou à Paris, les autres sont à la Fundação Arpad Szenes-Vieira da Silva de Lisbonne

## Contexte
Arpad Szenes, époux de Maria Elena Vieira da Silva et qui partageait avec elle un atelier à Paris boulevard Saint-Jacques et un autre à  Lisbonne, se rendait régulièrement aux arènes au Portugal et en Espagne. Il  y exécutait des croquis rapides qu'il peaufinait ensuite en atelier. L'atelier de Lisbonne des deux peintres est devenu la Fondation Arpad Szenes-Vieira da Silva. 
Les croquis tauromachiques d'Arpad Szenes, conservés au Centre Georges Pompidou, font partie d'une donation de l'artiste en 1975.
Les autres  dessins sont conservés à la Fondation Arpad Szenes-Vieira da Silva de Lisbonne.

## Description
Les croquis sont faits comme  « d'un seul  coup de crayon comme si l'artiste n'avait retenu de la corrida que la rapidité de l'action. »
Les banderilles et courses de taureaux sont de même facture, un peu plus « appuyés ». Szenes a totalement éliminé le public, le folklore : il se concentre sur l'arène vide avec seulement un matador et un taureau. Le plus fourni sur ce thème est le Croquis de courses de taureaux où Arpad Szenes a voulu résumer l'ensemble d'un tercio de cape.